# A törvény erejével
A törvény erejével (eredeti cím: The Shepherd: Border Patrol) 2008-ban bemutatott amerikai akciófilm Isaac Florentine rendezésében. A főszerepet Jean-Claude Van Damme alakítja. 
A film kizárólag DVD-n jelent meg, 2008 március 4-én az Amerikai Egyesült Államokban, majd június 3-án Magyarországon.

## Cselekmény
Jack Robideaux New Orleans-i rendőr, aki Columbusba (Új-Mexikó) helyezteti át magát, a határőrséghez.
A helyi rendőrkapitányságon megismerkedik a főnökkel, Ramona Garciával és újdonsült társával, Billyvel. Elmagyarázzák neki a szabályokat, de hamarosan Jack verekedésbe keveredik a helyi kocsmában, majd pedig megöl két embert, akik rátámadnak. Hamarosan kiderítik, az egész baj okozója az egykori amerikai katona, Benjamin Meyers, aki, megunva a hadsereget, drogot szállít a határon keresztül az Egyesült Államokba. Egy nagy akcióra készül, az embereit papnak öltözteti és egy apácákat szállító buszra rakja fel a drogot. Ám a határnál észreveszik őket, így menekülésre kényszerülnek.
Feltűnik Jack és Billy. Jack megpróbálja őket megállítani, de nem sikerül, mivel a busz végül átmegy a mexikói határon. Jack utasítja társát, kövesse őket, noha a szabályzat megtiltja, ráadásul ha átmennek Mexikóba, egyedül maradnak. Végül sikeresen átmennek a határon, ám ott Jack fogságba esik, Billyről pedig kiderül, hogy Meyersnek dolgozik.
Jacket egy helyi börtönbe szállítják, ahol a korrupt főnök beinvitálja egy bunyóra, ám Jack könnyedén megveri ellenfelét. Ezután Jacket kikötözik egy árammal teli medence fölé és Meyers arra kényszeríti a férfit, mondja el, valójában miért jött a határőrséghez.
Közben a határ túloldalán Garcia kapitány fülest kap Jack és Billy hollétéről és a keresésükre indul.
Viszont ő is fogságba esik, így Jack kénytelen elmondani az igazságot, miszerint bosszút akar állni Meyersen, mivel a lánya az ő általa terjesztett kábítószerbe halt bele.
Jack és Garcia sikeresen kiszabadul, majd betörnek Meyers villájába. Jack elintézi Meyers jobbkezét, majd Meyerst is megöli. A rendőrség megérkezik és megtisztítja a terepet.
A film végén láthatjuk, amint Garcia elbúcsúzik Jacktől, aki fogja a cuccait, és lánya nyulát és elindul vissza New Orleansba a feleségéhez.

## Szereplők
| Szerep                 | Színész               | Magyar hang  |
| ---------------------- | --------------------- | ------------ |
| Jack Robideaux nyomozó | Jean-Claude Van Damme | Jakab Csaba  |
| Benjamin Meyers        | Stephen Lord          | Rába Roland  |
| Ramona Garcia százados | Natalie Robb          | Pikali Gerda |
| Billy Pawnell ügynök   | Gary McDonald         | Dózsa László |
| Karp                   | Scott Adkins          |              |